# 男女混合名簿
男女混合名簿（だんじょこんごうめいぼ）とは、男女共学の学校において、児童・生徒を、性別に一切関係なく、生年月日やその用いられる言語により姓名の五十音順、アルファベット順などの順序によって並べた、男女混合形式の名簿である。一方、まず男女の性別で区分けした上で並べた形式の名簿を「男女別名簿」と呼ぶ。

## 日本における状況
日本では従来、高等学校までの学校においては、男女別にそれぞれ生年月日や五十音順に並べ、男子を先にした名簿が用いられてきた。1999年、男女共同参画基本法が制定され、2000年には東京都で、東京都男女共同平等参画基本条例が制定された。これを受け2001年には、東京都男女共同平等参画基本審議会答申として、男女混合名簿が提案された。

### 賛成論
推進派は、基本的にはフェミニズムの立場に基づいて、男女別名簿は、男性優位が前提となっていると指摘する。例えば、名簿が男女別になっている場合、多くの場合男性が先になっている。つまり名前を呼ばれるときでも何かをする時でも、名簿順に行う場面では、必ず女性は男性の終了まで待たなければならない。これは、女は男の順番が終わるのを我慢させる無意識的な教育として働いていると見て、幼少期より男性優位を学習させないことが大事だと説く。

### 反対論
反対派の論拠は、一つには実際の運用面での不便を挙げ、他方では反フェミニズム的な姿勢に基づく。あるいは伝統的な方法の維持をもとめるものもある。
実用的な面では男女混合では不便である局面がよくあることがあげられる。たとえば体育など、男女別々に活動する場面は数多い。その際に、男女が混合された名簿では、そのたびにこれを確認するのがやっかいだというのである。
その他様々な扱いにおいても配慮に関しても男女で異なるのは当然であり、名簿の上でそれぞれがまとまっている方が効率的であるとする。
また、男女混合名簿が、子供の人権の問題に拡大解釈されることを懸念する。一例として、敬称までもが男女の区別を否定され、男の子に対しても「くん」ではなく、「さん」付けで呼ばれることに嫌悪感を示す。男女混合名簿が、マルクス主義の影響を受けたフェミニストの運動だと主張する者もいる。
東海地方では、男女混合名簿の実施率が高いが、一方ではいったん導入した男女混合名簿を廃止する学校も存在する。